# Gretna (bướm nhảy)
Gretna là một chi bướm ngày thuộc họ Bướm nâu.